# 鷹司輔煕
鷹司 輔煕（たかつかさ すけひろ、名の表記は輔凞、輔熈とも）は、江戸時代末期（幕末）の公卿。孝明天皇時代の関白、藤原氏摂関家鷹司家の当主。

## 生涯
文化4年（1807年）、関白鷹司政通の子として誕生。母は家女房。嫡母は水戸藩主徳川治紀の四女・清子。文化14年2月（1817年）元服、叙位。文政元年（1818年）5月従三位となり公卿に列する。嘉永元年（1848年）3月内大臣、翌年正月には従一位に上る。安政4年（1857年）2月右大臣に転ずる。

### 落飾、復帰、関白へ
安政5年（1858年）、日米修好通商条約締結への勅許をめぐり、朝廷と幕府が対立するにおよび、水戸藩や福井藩の藩士に説得され、条約勅許不同意および将軍継嗣問題における一橋派の意見に同意する。左大臣近衛忠煕や内大臣三条実万とともに献策して、水戸藩へ勅諚を賜るよう運動する（戊午の密勅）。このため、同年大老に就任した井伊直弼の安政の大獄の一環で、幕府の内請により翌安政6年（1859年）辞官を余儀なくされた。やむを得ず同年5月落飾し随楽の法名を称する。
桜田門外の変で井伊直弼亡き後もしばらく謹慎を続けたが、文久2年（1862年）4月に宥免され、謹慎を解かれる。同5月還俗を命じられ、12月には新設の国事御用掛に補任されて朝政に復帰した。翌文久3年（1863年）には近衛忠煕の後を受けて関白に就任する。

### 幕末政局と輔煕
関白在任中、朝廷は長州藩と結びついた尊王攘夷過激派の三条実美・姉小路公知らが次第に発言力を拡大させる。孝明天皇が将軍徳川家茂を伴っての賀茂神社・石清水八幡宮行幸が行われ、文久3年8月には大和行幸、譲位親征が企図された。しかし、尊攘派の増長に孝明天皇は不快感を表し、公武合体派の青蓮院宮らは、京都所司代松平容保および薩摩藩と組んで八月十八日の政変を強行。輔煕は関白の座にありながらこの政局に関与できず、また三条実美らの帰京を運動したため、12月には島津久光の建言により関白を免ぜられた。
翌元治元年（1864年）7月に起きた禁門の変に際しては、鷹司邸は久坂玄瑞や寺島忠三郎ら長州藩兵が立て篭もり、会津・薩摩・幕府軍の攻撃を受けて焼失する。これにより鷹司家は長州藩と気脈を通じているとの嫌疑をかけられ、輔煕は参朝を停止され謹慎処分となり、諸大夫の青木吉順は京都町奉行に逮捕された。

### その後
慶応2年（1866年）暮れの孝明天皇崩御、および翌慶応3年（1867年）睦仁親王（明治天皇）の践祚に伴う大赦により赦免される。しかし同年12月の王政復古の大号令で摂関職が廃止。再び参朝を停止させられる。ただし、翌月（慶応4年（1868年）正月）には解除され、2月には新政府の議定となり、制度事務局督に任ぜられる。閏4月には神祇官知事となり、9月には再び議定。明治2年（1869年）には留守長官。12月、麝香間祗候を命ぜられる。
明治5年（1872年）8月、隠居。子の輔政は早世したため、九条尚忠の子煕通を養子とし、鷹司家を継がせた。同11年（1878年）7月に薨去。享年72。嵯峨野の二尊院に葬られた。

### 密子
輔煕には政通の子として秘匿された長男と次男（早世）がおり、その長男が総理大臣西園寺公望の実父徳大寺公純である。
輔煕の子が養子として清華家の徳大寺家、菊亭家へと入り、更にそこから西園寺家へと血筋が受け継がれることになる。

## 家族・親族
- 正室：一条崇子（一条忠良の娘）
  - 十女：治子 - 三条実美室
  - 九男：鷹司輔政
  - 十三男：菊亭脩季
- 家女房
  - 三女：茂子 - 華園澤馨室
  - 六女：故子 - 広如養女
  - 八女：明子 - 伏見宮貞教親王妃
- 交野（唐橋在熙の娘）
  - 長男（密子）：徳大寺公純 - 徳大寺実堅養子。
- 養子
  - 鷹司煕通 - 九条尚忠の子

ほか

## 系譜
東山天皇の男系五世子孫である。東山天皇の孫（閑院宮直仁親王の子）で鷹司家を継いだ鷹司輔平の男系後裔。

詳細は皇別摂家#系図も参照のこと。

## 官歴
- 1817年（文化14年） 元服、叙位
- 1818年（文政元年）　従三位
- 1848年（嘉永元年）　内大臣
- 1849年（嘉永2年）　従一位
- 1857年（安政4年）　右大臣
- 1859年（安政6年） 辞職、落飾
- 1862年（文久2年） 復帰、国事御用掛
- 1863年（文久3年）　関白
- 1864年（元治元年） 辞職、謹慎

## 登場作品

### 映画
- 建国史 尊王攘夷（1927年、日活） - 演：荒井良平

### テレビドラマ
NHK大河ドラマ
- 徳川慶喜（1998年） - 演：北見敏之
- 新選組!（2004年） - 演：立川三貴
- 篤姫（2008年） - 演：江良潤
- 龍馬伝（2010年） - 演：井上高志
- 花燃ゆ（2015年） - 演：小須田康人

民放
- 天皇の世紀（1971年、朝日放送） - 演：高杉哲平